# Nacho Duato
Juan Ignacio Duato Barcia, dit Nacho Duato, né en 1957 à Valence en Espagne, est un danseur et chorégraphe espagnol.

## Biographie
Après une formation à Londres (Ballet Rambert), à Bruxelles (École Mudra) et à New York (enseignements de Louis Falco et à l'Alvin Ailey American Dance Theater), Nacho Duato est engagé au Ballet Cullberg à l'âge de 23 ans. Remarqué par Jiri Kylian, Duato danse pendant plusieurs années pour le Nederlands Dans Theater à La Haye.
En 1990, Nacho Duato est nommé directeur artistique de la Compañía nacional de danza de Madrid.
En 1998, il reçoit la Médaille d'or du mérite des beaux-arts par le Ministère de l'Éducation, de la Culture et des Sports.
En 2012, il prend la direction du ballet du Théâtre Michel de Saint-Pétersbourg. En 2014, il succède à Vladimir Malakhov comme directeur du ballet de l'opéra d'État de Berlin et des deux autres opéras de Berlin, puis retourne au Théâtre Michel comme directeur du ballet en 2018. 
Depuis 2019 - directeur artistique du ballet du Théâtre Michel de Saint-Pétersbourg.

## Distinctions
- 1995 : Chevalier de l'Ordre des arts et des lettres
- 1998 : Médaille d'or du mérite des beaux-arts (Espagne)
- 2000 : Prix Benois de la danse (pour le ballet Les Formes du silence et du vide)
- 2011 : Prix du Soffite d'or[4]